# 蒙蒂罗内
蒙蒂罗内（義大利語：Montirone），是意大利布雷西亚省的一个市镇。总面积10.3平方公里，人口5021人，人口密度487.5人/平方公里（2009年）。国家统计（ISTAT）代码为017114。